# Espéraza
Espéraza en francés, Esperasan en idioma occitano, es una localidad y comuna francesa, situada en el departamento francés del Aude en la región de Languedoc-Roussillon. 
A sus habitantes se les conoce por el gentilicio Espérazannais.

## Lugares de interés
- Museo de los dinosaurios.
- Museo de la chapellerie (sombrerería)

## Personalidades
- Jean Clottes (1933-), prehistoriador
- Marie Dénarnaud (1868-1953), ama de llaves del párroco Bérenger Saunière.